# باتريشيا تارابيني
باتريشيا تارابيني (بالإسبانية: Patricia Tarabini) مواليد 6 أغسطس 1968 في لابلاتا، هي لاعبة كرة مضرب أرجنتينية سابقة بدأت مسيرتها كمحترفة سنة 1986 وكانت تلعب باليد اليمنى. كما أنها إحدى بطلات الجراند سلام. سبق أن شاركت في دورة الألعاب الأولمبية الصيفية.
في 9 مايو 1988 ، وصلت تارابيني إلى أعلى تصنيف فردي لها في المرتبة 29 على مستوى العالم. وكان أعلى ترتيب لها لتصنيف الثنائي هو رقم 12 ، والذي حققته في 17 أغسطس 1998. أصبحت باتريشيا محترفة في عام 1986 ، وفازت بما يقارب 15 لقب في مسيرتها المهنية.

## النهائيات

### النهائيات الأولمبية

#### الزوجي
| الحصيلة | السنة | البطولة                        | الأرضية | الشريك      | المنافس                  | النتيجة  |
| ------- | ----- | ------------------------------ | ------- | ----------- | ------------------------ | -------- |
| برونزية | 2004  | الألعاب الأولمبية الصيفية 2004 | صلبة    | باولا سوريس | شينوبو أساغوي أي سوجياما | 6–3, 6–3 |

## الخط الزمني للفردي
مفتاح
| ف | ن | ن.ن | ر.ن | د# | د.م | ل | أ.أ | ت | غ | ب | ف | ذ | م.خ | ل.ت |

(ف) فاز بالبطولة (ن) وصل النهائي (ن.ن) نصف النهائي (ر.ن) ربع النهائي (د#) الأدوار الأربعة الأولى (د.م) دور المجموعات (ل) شارك في كأس ديفيز (أ.أ) خرج من الأدوار الاولى (ت) خسر التصفيات التأهيلية (غ) غاب عن الحدث أو البطولة (ب) حصل على ميدالية برونزية (ف) حصل على ميدالية فضية (ذ) حصل على ميدالية ذهبية (م.خ) بطولة الماسترز خُفضت إلى مرتبة أقل (ل.ت) البطولة لم تعقد في السنة المعينة.
لتجنب الارتباك وازدواجية الحساب، يتم تحديث هذه المعلومات إما في نهاية البطولة، أو عندما تكون مشاركة اللاعب في البطولة قد انتهت.
| الدورة                        | 1987 | 1988 | 1989 | 1990 | 1991 | 1992 | 1993 | 1994 | 1995 |
| ----------------------------- | ---- | ---- | ---- | ---- | ---- | ---- | ---- | ---- | ---- |
| بطولة أستراليا المفتوحة للتنس | غ    | غ    | غ    | غ    | د2   | غ    | غ    | د2   | د2   |
| دورة رولان غاروس الدولية      | غ    | غ    | غ    | د3   | غ    | غ    | غ    | غ    | غ    |
| بطولة ويمبلدون                | غ    | غ    | غ    | غ    | غ    | غ    | غ    | د2   | غ    |
| أمريكا المفتوحة               | د3   | د3   | غ    | غ    | غ    | غ    | غ    | غ    | غ    |

## الميداليات
| الميدالية | المسابقة                       |
| --------- | ------------------------------ |
| برونزية   | الألعاب الأولمبية الصيفية 2004 |
| ذهبية     | دورة الألعاب الأمريكية 1995    |

## روابط خارجية
- باتريشيا تارابيني على موقع رابطة محترفات التنس (الإنجليزية)
- باتريشيا تارابيني على موقع الاتحاد الدولي لكرة المضرب (الإنجليزية)
- باتريشيا تارابيني على موقع كأس بيلي جين كينغ (الإنجليزية)
- باتريشيا تارابيني على موقع خلاصة التنس.كوم (الإنجليزية)
- باتريشيا تارابيني على موقع أوليمبيديا (الإنجليزية)